# Rue Valette
La rue Valette est une voie du 5e arrondissement de Paris située dans le quartier de la Sorbonne. 

## Situation et accès

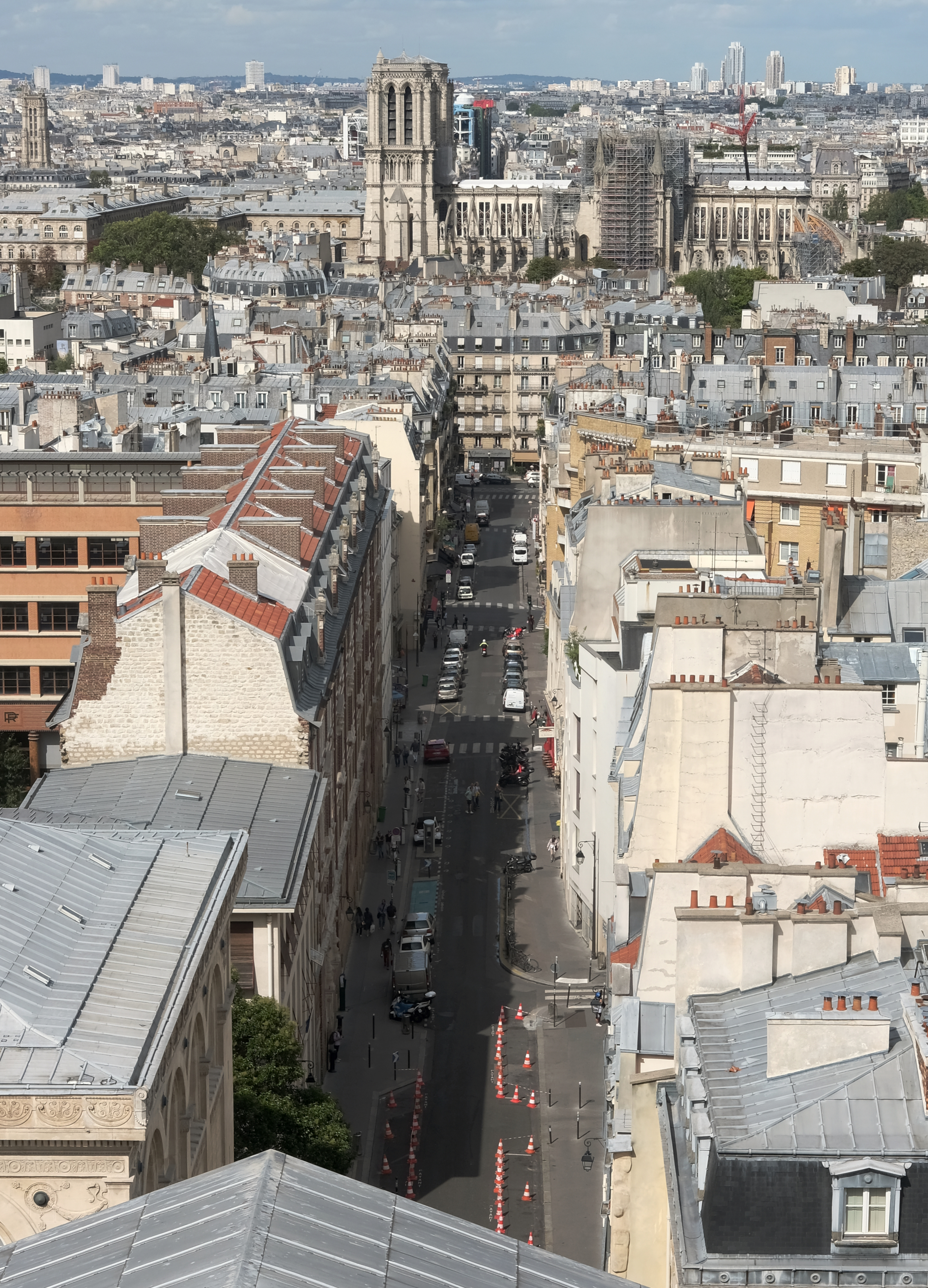
Rue Valette et rue des Carmes depuis la coupole du Panthéon.

Elle est située dans le prolongement de la rue des Carmes, qu'elle continue depuis la rue de l'École-Polytechnique jusqu'à la place du Panthéon.
La rue Valette est accessible par la ligne de métro 10 à la station Maubert - Mutualité.

## Origine du nom
La rue porte le nom du jurisconsulte Auguste Valette (1805-1878), qui avait enseigné à la faculté de droit.

## Historique

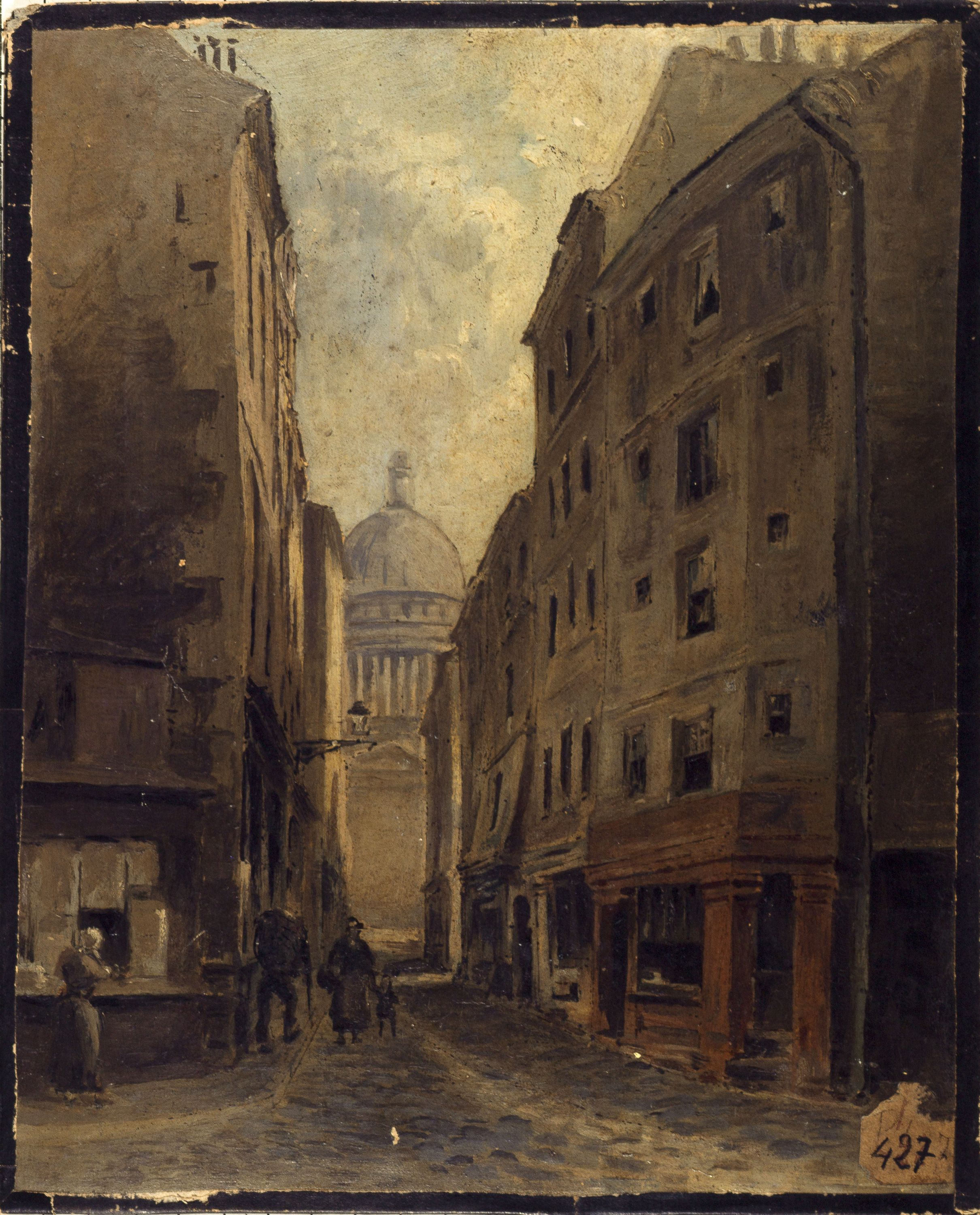
L'ancienne rue Sept-Voies (v. 1860).

La rue serait d'origine gallo-romaine. Son tracé est celui d'un cardo de Lutèce, parallèle à la rue Saint-Jacques, axe majeur nord-sud de Lutèce.  
En 1185, elle portait le nom de « rue des Sept-Voies », car sept routes se croisaient dans un champ de vignes qui se trouvait à cet endroit. 
Elle est citée dans Le Dit des rues de Paris, de Guillot de Paris, sous la forme « rue de Savoie » afin qu'elle compose une rime.
Elle est citée sous le nom de « rue des Sept voyes » dans un manuscrit de 1636.
Selon Alexandre Gady, la rue se prolongeait jusqu’à la porte Papale de l’enceinte de Philippe Auguste. Cette partie a disparu à la suite de l’agrandissement de l’abbaye Sainte-Geneviève.
Elle a été renommée vers 1880. Cette rue a accueilli pendant des siècles des établissements d'enseignement, dont le collège Fortet (fondé en 1394), le collège de Reims (1412), le collège Sainte-Barbe (1460), le collège de la Merci (1515), le collège des Grassins (1569), ou le collège de Montaigu (détruit en 1844).

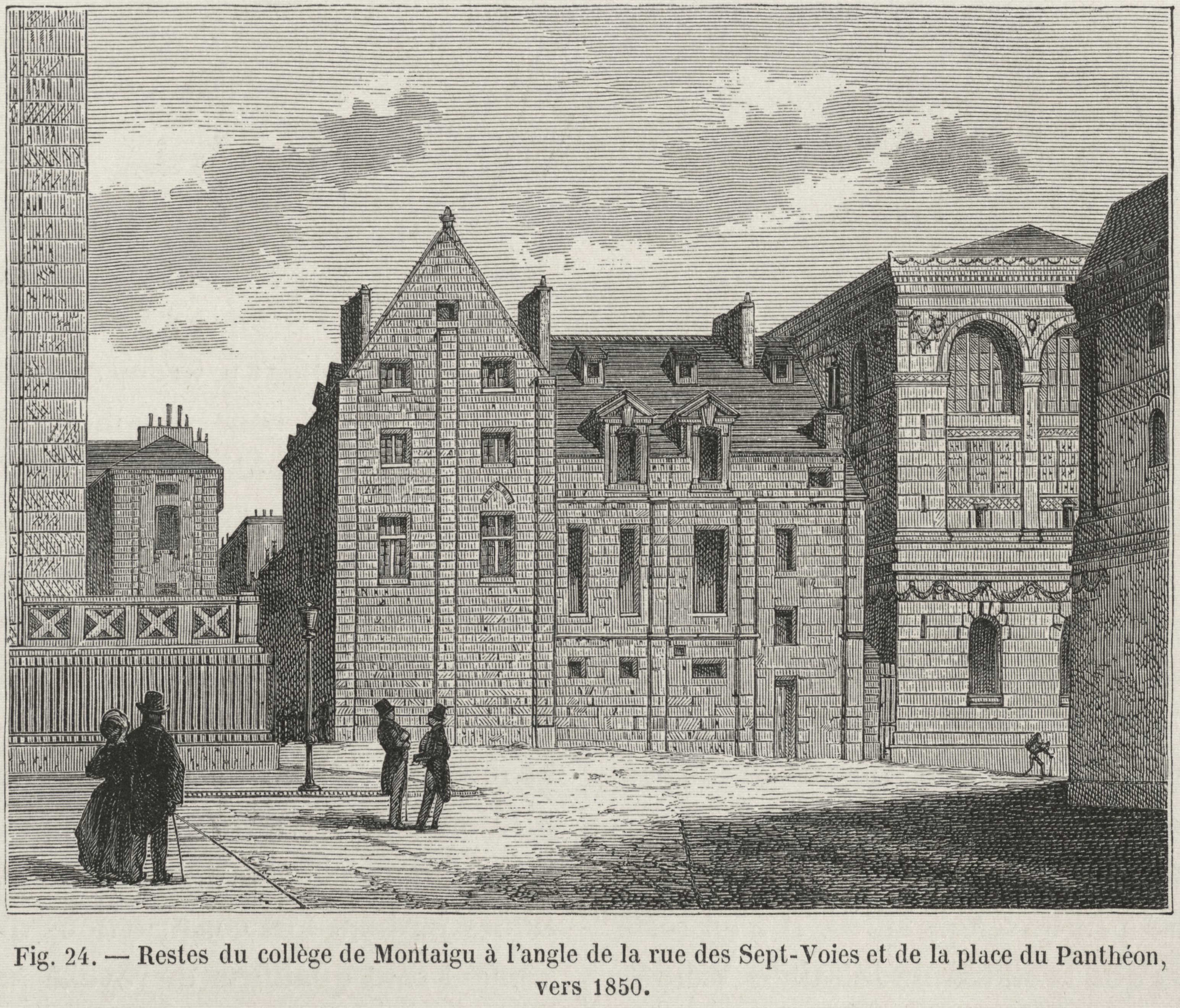
Restes du collège de Montaigu à l'angle de la rue des Sept-Voies et de la place du Panthéon (vers 1850).
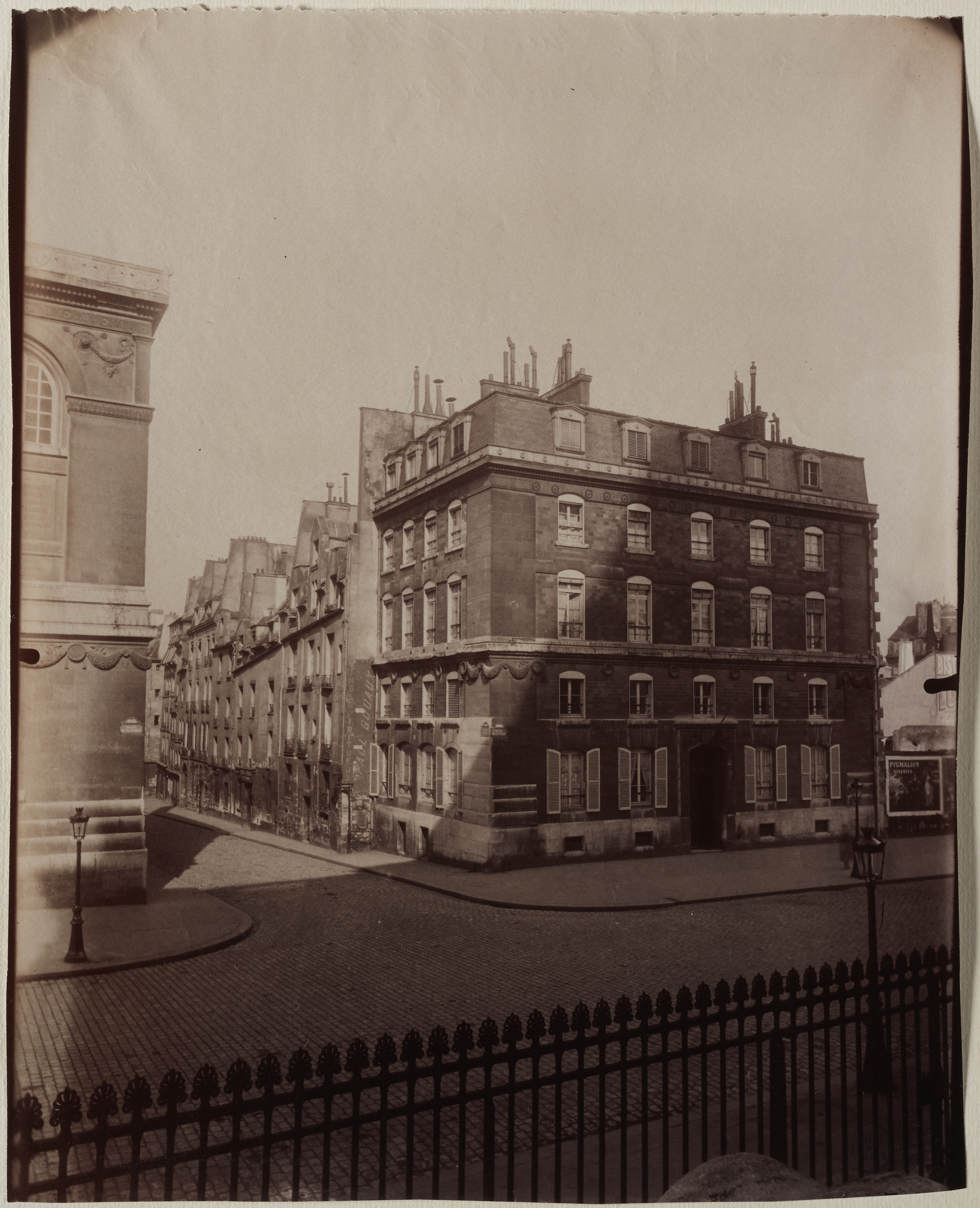
Angle de la rue Valette, place du Panthéon (1912).
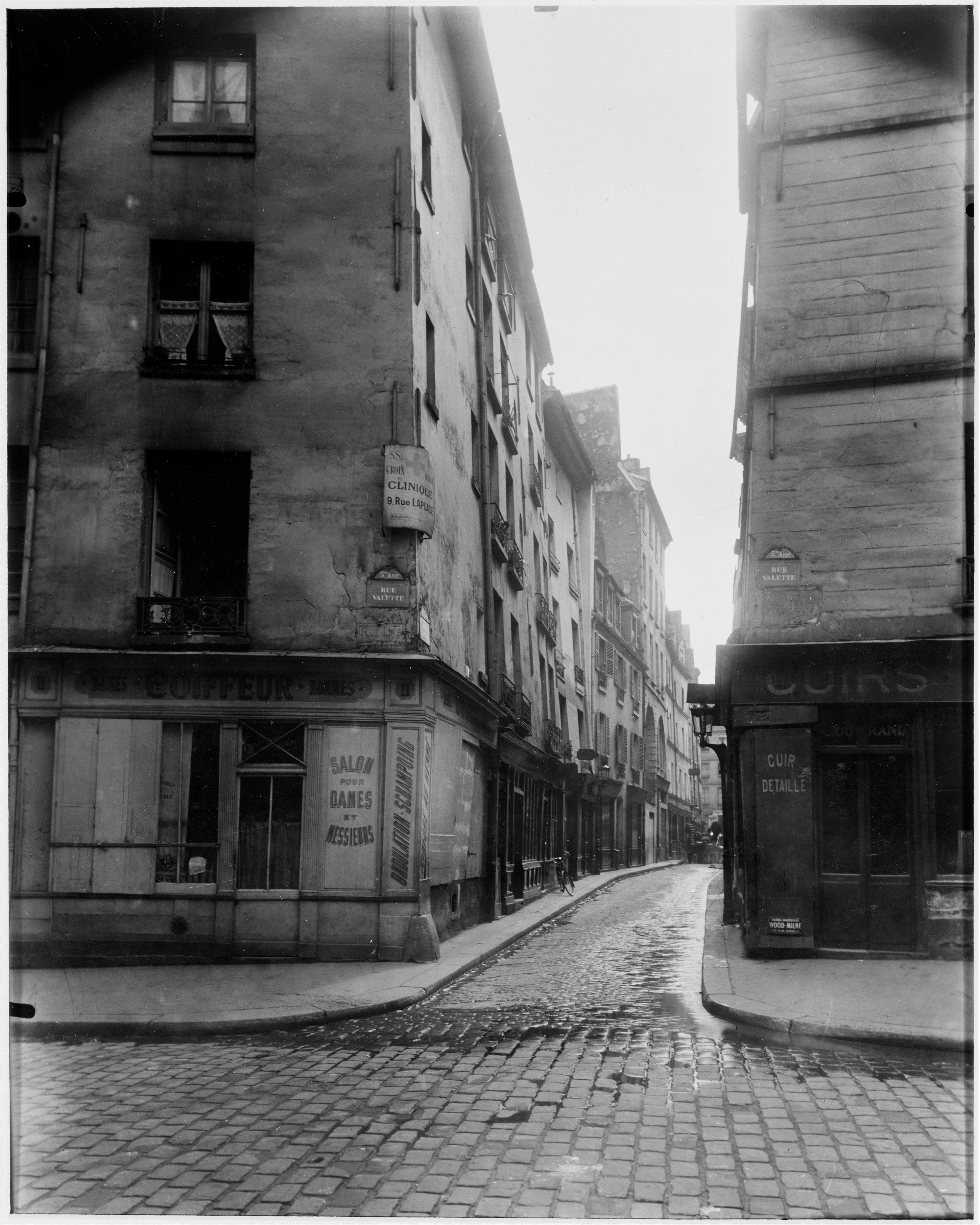
Croisement avec la rue Laplace (1926).

## Bâtiments remarquables et lieux de mémoire
- Au no 2 s'élevait l'église Saint-Hilaire. À partir de 1948 et jusqu'à la fin des années 1950, cette adresse abrita le Kentucky Club, où jouèrent de nombreux musiciens de jazz[5].
- Au no 4, le collège Sainte-Barbe fondé en 1460, aujourd'hui bibliothèque interuniversitaire, classé monument historique en 1999[6].

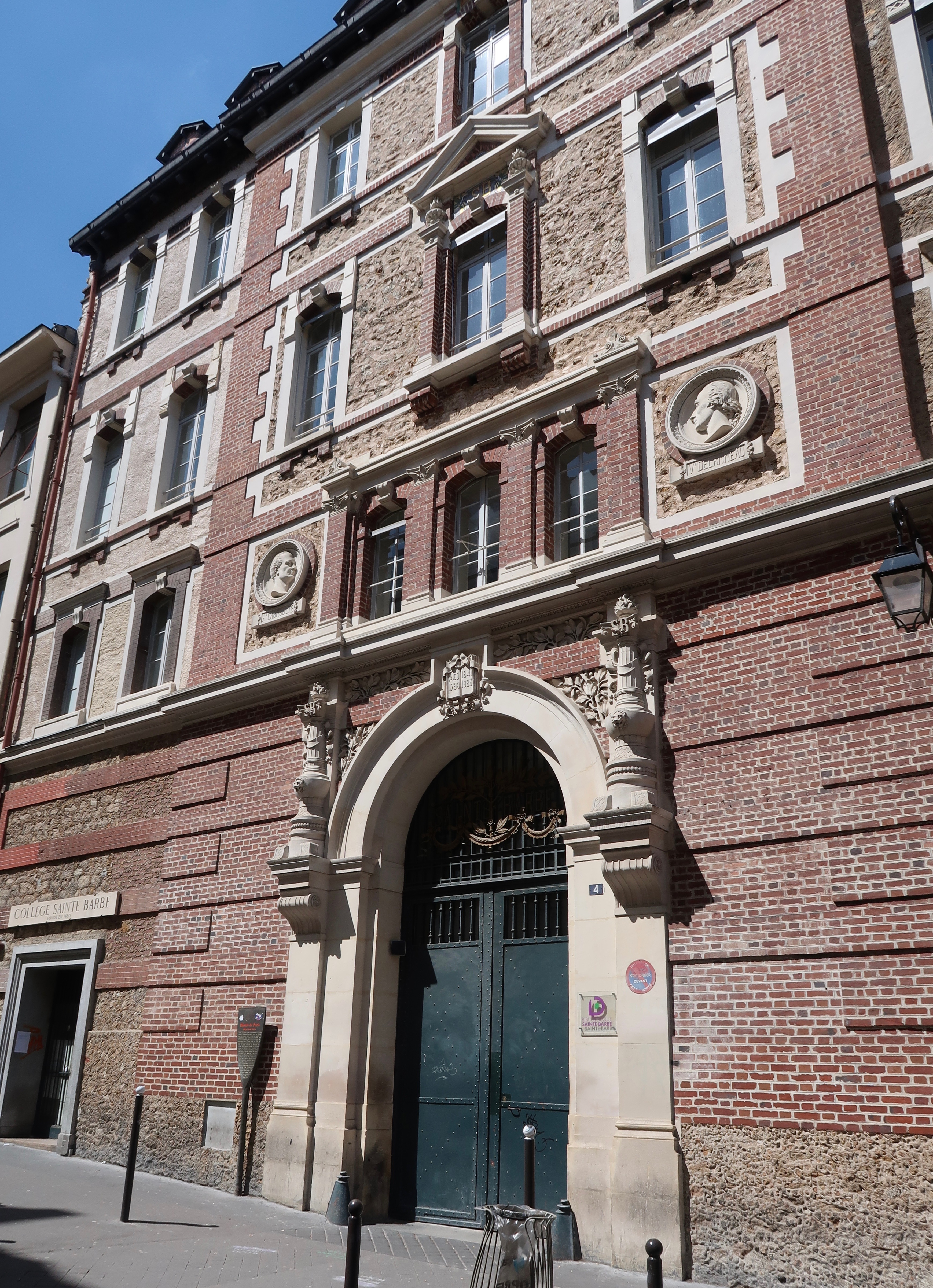
No 4.

- Au no 6, la bibliothèque nordique de la bibliothèque Sainte-Geneviève.
- Au no 7, l'ancienne Imprimerie royale de musique, inscrite aux monuments historiques en 1987[7].
- Au no 9, l'ancien collège de la Merci, qui n'accueille plus d'étudiant dès le XVIIe siècle et qui est transformé en logements en 1791.
- Au no 15, le peintre Robert Coutelas vécut ses premières années[8].
- Aux nos 19-21, les restes du collège Fortet, classés monument historique en 1925, avec la tour de Jean Calvin[9],[1],[2].

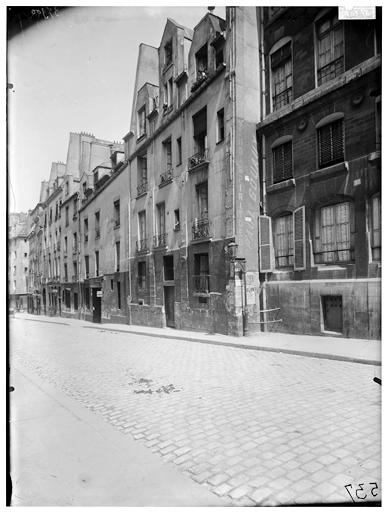
L'ancien collège Fortet (1909).
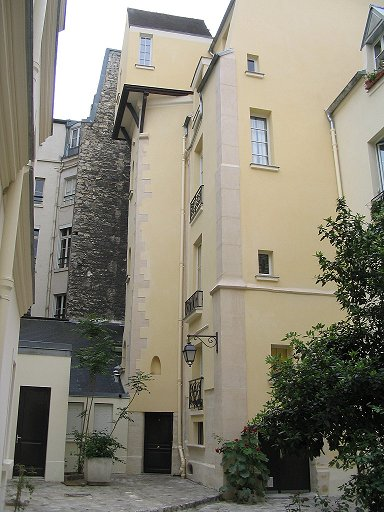
Ancien collège Fortet et tour de Jean Calvin (2005).

- La bibliothèque Sainte-Geneviève.
- L'hôtel d'Albret.
- Imprimerie de Pierre-Simon Fournier au XVIIIe siècle[10].
- Collège de Reims, disparu en 1762.